# Discografia di Luciano Ligabue
La discografia di Luciano Ligabue comprende tutte le incisioni del cantante di Correggio a partire dal 45 giri Anime in plexiglass/Bar Mario del 1989 sino all'album Dedicato a noi del 2023.

## Album

### Album in studio
| Anno                                                                              | Titolo | Posizioni massime | Posizioni massime | Certificazioni                                                                                           |
| Anno                                                                              | Titolo | ITA               | SWI               | Certificazioni                                                                                           |
| --------------------------------------------------------------------------------- | --- | ----------------- | ----------------- | --- |
| 1990                                                                              | Ligabue - Pubblicato: 11 maggio 1990 - Etichetta: WEA Italiana - Formati: LP, musicassetta, CD                                                   | 11                | —                 | - Italia: Oro - Vendite italiane: 150.000+                                                               |
| 1991                                                                              | Lambrusco coltelli rose & pop corn - Pubblicato: 20 settembre 1991 - Etichetta: WEA Italiana - Formati: LP, musicassetta, CD                     | 7                 | —                 | - Italia: 5× Platino - Vendite italiane: 500.000+                                                        |
| 1993                                                                              | Sopravvissuti e sopravviventi - Pubblicato: 22 gennaio 1993 - Etichetta: WEA Italiana - Formati: LP, musicassetta, CD                            | 3                 | —                 | - Italia: 3× Platino - Vendite italiane: 300.000+                                                        |
| 1994                                                                              | A che ora è la fine del mondo? - Pubblicato: 28 ottobre 1994 - Etichetta: WEA Italiana - Formati: musicassetta, CD                               | 6                 | —                 | - Italia: 3× Platino - Vendite italiane: 300.000+                                                        |
| 1995                                                                              | Buon compleanno Elvis - Pubblicato: 21 settembre 1995 - Etichetta: WEA Italiana - Formati: musicassetta, CD, doppio LP (di cui uno Picture disc) | 1                 | —                 | - Italia: 10× Platino,Oro - Vendite italiane: 1.025.000+ - Europa: Platino - Vendite europee: 1.000.000+ |
| 1999                                                                              | Miss Mondo - Pubblicato: 24 settembre 1999 - Etichetta: Wea - Formati: musicassetta, CD, doppio LP                                               | 1                 | —                 | - Italia: 5× Platino - Vendite italiane: 500.000+                                                        |
| 2002                                                                              | Fuori come va? - Pubblicato: 26 aprile 2002 - Etichetta: Wea - Formati: CD, musicassetta, doppio LP                                              | 1                 | 18                | - Italia: 5× Platino, Oro - Vendite italiane: 525.000+                                                   |
| 2005                                                                              | Nome e cognome - Pubblicato: 16 settembre 2005 - Etichetta: Warner Music Italia - Formati: CD, LP rosso/nero, download digitale                  | 1                 | 20                | - Italia: 5× Platino, Oro - Vendite italiane: 525.000+                                                   |
| 2010                                                                              | Arrivederci, mostro! - Pubblicato: 11 maggio 2010 - Etichetta: Warner Music Italia - Formati: CD, LP azzurro/nero, download digitale             | 1                 | 11                | - Italia: Diamante - Vendite italiane: 300.000+                                                          |
| 2013                                                                              | Mondovisione - Pubblicato: 26 novembre 2013 - Etichetta: Warner Music Italia - Formati: CD, LP bianco/nero, download digitale                    | 1                 | 21                | - Italia: 7x Platino - Vendite italiane: 350.000+                                                        |
| 2016                                                                              | Made in Italy - Pubblicato: 18 novembre 2016 - Etichetta: Warner Music Italia - Formati: CD, LP, download digitale                               | 1                 | 14                | - Italia: 3x Platino - Vendite italiane: 150.000+                                                        |
| 2019                                                                              | Start - Pubblicato: 8 marzo 2019 - Etichetta: Zoo Aperto - Formati: CD, LP, download digitale                                                    | 1                 | 7                 | - Italia: 2x Platino - Vendite italiane: 100.000+                                                        |
| 2020                                                                              | 7 - Pubblicato: 4 dicembre 2020 - Etichetta: Zoo Aperto - Formati: CD, LP, download digitale                                                     | 1                 | 62                | - Italia: Platino - Vendite italiane: 50.000+                                                            |
| 2023                                                                              | Dedicato a noi - Pubblicato: 22 settembre 2023 - Etichetta: Zoo Aperto - Formati: CD, LP, download digitale                                      | 1                 | 21                | - Italia: Oro - Vendite italiane: 25.000                                                                 |
| Il simbolo "—" denota che un album non è entrato in classifica in un certo paese. | |                   |                   | |

### Colonne sonore
| Anno | Titolo | Certificazioni                                    |
| ---- | --- | ------------------------------------------------- |
| 1998 | Radiofreccia - Colonna sonora dell'omonimo film - Pubblicato: 9 ottobre 1998 - Etichetta: Wea - Formati: CD e musicassetta, doppio CD e doppia musicassetta | - Italia: 3× Platino - Vendite italiane: 300.000+ |
| 2018 | Made in Italy - Colonna sonora dell'omonimo film - Pubblicato: 23 gennaio 2018 - Etichetta: Warner Music Italia - Formati: CD e download digitale           |                                                   |

### Album dal vivo
| Anno                                                                              | Titolo | Posizioni massime | Posizioni massime | Certificazioni                                       |
| Anno                                                                              | Titolo | ITA               | SWI               | Certificazioni                                       |
| --------------------------------------------------------------------------------- | --- | ----------------- | ----------------- | ---------------------------------------------------- |
| 1997                                                                              | Su e giù da un palco - Doppio live con 3 inediti registrati in studio. - Pubblicato: 8 maggio 1997 - Etichetta: Wea - Formati: doppio CD, doppia musicassetta, triplo LP | 1                 | —                 | - Italia: 11× Platino - Vendite italiane: 1.060.000+ |
| 2003                                                                              | Giro d'Italia - Doppio live acustico, pubblicato anche in edizione limitata da 3 CD. - Pubblicato: 21 novembre 2003 - Etichetta: Wea - Formati: doppio CD, doppia musicassetta, triplo CD edizione limitata                                                                                 | 1                 | 96                | - Italia: 4× Platino - Vendite italiane: 400.000+    |
| 2009                                                                              | Sette notti in Arena - CD+DVD registrato dal vivo con l'orchestra dell'Arena di Verona. - Pubblicato: 5 giugno 2009 - Etichetta: Warner Bros. Records - Formati: CD+DVD, Blu-ray Disc, download digitale                                                                                    | 2                 | 85                | - Italia: 2× Platino - Vendite italiane: 120.000+    |
| 2011                                                                              | Campovolo 2.011 - Triplo live del concerto di Campovolo 2.0 più tre inediti registrati in studio - Pubblicato: 22 novembre 2011 - Etichetta: Warner Music Italia - Formati: triplo CD, quadruplo LP, download digitale                                                                      | 1                 | —                 | - Italia: 3× Platino - Vendite italiane: 150.000+    |
| 2015                                                                              | Giro del mondo - Live del Mondovisione Tour più quattro inediti registrati in studio - Pubblicato: 14 aprile 2015 - Etichetta: Warner Music Italia - Formati: 2 CD + 1 DVD (versione standard), 3 CD + 2 DVD (versione deluxe), 3 CD + 1 Blu-ray Disc (versione Blu-ray), download digitale | 1                 | —                 | - Italia: 2x Platino - Vendite italiane: 100.000+    |
| Il simbolo "—" denota che un album non è entrato in classifica in un certo paese. | |                   |                   |                                                      |

### Raccolte
| Anno | Titolo | Posizioni massime | Posizioni massime | Certificazioni                                    |
| Anno | Titolo | ITA               | SWI               | Certificazioni                                    |
| ---- | --- | ----------------- | ----------------- | ------------------------------------------------- |
| 2007 | Primo tempo - Raccolta di brani del periodo 1990-1995 con 2 inediti. - Pubblicato: 16 novembre 2007 - Etichetta: Wea - Formati: CD, CD + DVD, download digitale | 1                 | 49                | - Italia: 6× Platino - Vendite italiane: 500.000+ |
| 2008 | Secondo tempo - Raccolta di brani del periodo 1997-2005 più 3 inediti. - Pubblicato: 30 maggio 2008 - Etichetta: Wea - Formati: CD, CD + DVD, download digitale | 1                 | 26                | - Italia: 4× Platino - Vendite italiane: 350.000+ |
| 2020 | 77+7 - Raccolta di 77 singoli del periodo 1990-2020 più l'intero album 7. - Pubblicato: 4 dicembre 2020 - Etichetta: Wea - Formati: CD, download digitale       |                   |                   |                                                   |

### Album in vinile
- 1988 - Compilation del concorso Rock 88: organizzato da Anagrumba, ARCI e associazione Jonas. Gli ultimi otto finalisti vennero inseriti nella compilation registrata live al Marabù di Reggio Emilia il 28 e 29 novembre 1988. Ligabue suonò con gli Orazero la canzone El Gringo (Pubblicato dall'ARCI di Modena)
- 1990 - Ligabue - edizione originale
- 1991 - Lambrusco coltelli rose & pop corn - edizione originale
- 1993 - Sopravvissuti e sopravviventi - edizione originale
- 1995 - Buon compleanno Elvis - doppio LP di cui uno Picture Disc con il disegno di una torta, tiratura limitata a 3.000 copie. Ne esiste anche una rarissima versione non numerata solo Picture Disc
- 1997 - Su e giù da un palco - triplo LP live
- 1999 - Miss Mondo - doppio LP
- 2002 - Fuori come va? - doppio LP
- 2006 - Happy Hour Remix - singolo estratto da Nome e cognome (2005), contiene: LATO A: remix by DJ Ross, LATO B: remix by DJ Molella
- 2010 - Nome e cognome - stampa in vinile (180g) dell'album del 2005 avvenuta il 29 gennaio 2010 su concessione dalla WEA al negozio "Mondo Musica"; tiratura limitata a 1000 copie numerate in vinile nero e 500 copie numerate in vinile rosso
- 2010 - Ligabue - ristampa uscita il 5 maggio 2010 a cura del fanclub barMario, in occasione dei 20 anni dall'uscita dell'album; tiratura limitata a 500 copie (180g), rimasterizzato e con libretto interno
- 2010 - Arrivederci, mostro! - stampato su vinile nero (2000 copie, 180g) e vinile azzurro (1000 copie, 180g)
- 2010 - Arrivederci, mostro! - In Acustico - versione in acustico dell'album Arrivederci, mostro!, tiratura limitata a 3000 copie (vinile nero, 180g)
- 2011 - Lambrusco coltelli rose & pop corn - ristampa uscita il 5 ottobre 2011 a cura del fanclub barMario, in occasione dei 20 anni dall'uscita dell'album; tiratura limitata a 500 copie (180g), rimasterizzato e con libretto interno
- 2011 - Campovolo 2.011 - box con 4 LP live contenente l'intera tracklist del CD omonimo. All'interno uno speciale booklet 35x35; tiratura limitata a 2500 copie (vinile nero, 180g)
- 2013 - Sopravvissuti e sopravviventi - ristampa uscita il 18 gennaio 2013 a cura del fanclub barMario, in occasione dei 20 anni dall'uscita dell'album; tiratura limitata a 500 copie (180g), rimasterizzato e con libretto interno
- 2013 - Mondovisione - doppio LP; tiratura limitata a 6000 copie in vinile nero (3000 copie, 180g) e bianco (3000 copie, 180g). La ristampa in vinile bianco è uscita il 16 dicembre 2013. Entrambe le versioni comprendono un booklet fotografico di 36 pagine.
- 2014 - A che ora è la fine del mondo? - LP - Prima pubblicazione in vinile per questo album (tiratura 500 copie) in occasione del ventennale dell'uscita del disco. Con audio rimasterizzato, vinile 180 grammi a cura del Bar Mario. All'interno inserto di 28 pagine con il fumetto " Gino's Tv Show" e la storia dell'album raccontata dai protagonisti.
- 2016 - Made in Italy.

## Singoli
Di seguito sono riportati i singoli pubblicati nel corso della carriera di Ligabue:
- 1988 – Anime in plexiglass/Bar Mario[33]
- 1990 – Balliamo sul mondo
- 1990 – Figlio d'un cane/Non è tempo per noi
- 1990 – Marlon Brando è sempre lui
- 1990 – Bambolina e barracuda
- 1990 – Sogni di rock 'n' roll
- 1990 – Bar Mario
- 1991 – Intro/Libera nos a malo
- 1991 – Lambrusco & pop corn
- 1991 – Sarà un bel souvenir
- 1991 – Salviamoci la pelle!!!!
- 1991 – Urlando contro il cielo
- 1991 – Anime in plexiglass
- 1993 – Ancora in piedi
- 1993 – Ho messo via
- 1993 – Quando tocca a te
- 1993 – I duri hanno due cuori
- 1993 – Piccola città eterna
- 1993 – Lo zoo è qui
- 1994 – A che ora è la fine del mondo?
- 1994 – Cerca nel cuore
- 1995 – Certe notti
- 1996 – Viva!
- 1996 – Hai un momento, Dio?
- 1996 – Quella che non sei
- 1996 – Seduto in riva al fosso
- 1996 – Vivo morto o X
- 1996 – Leggero
- 1997 – Il giorno di dolore che uno ha
- 1997 – Tra palco e realtà
- 1998 – Ho perso le parole
- 1998 – Metti in circolo il tuo amore
- 1999 – Il mio nome è mai più (Ligabue feat. Jovanotti e Piero Pelù)
- 1999 – Una vita da mediano
- 1999 – L'odore del sesso
- 2000 – Almeno credo
- 2000 – Si viene e si va
- 2000 – Sulla mia strada
- 2000 – Ho ancora la forza
- 2002 – Questa è la mia vita
- 2002 – Tutti vogliono viaggiare in prima
- 2002 – Eri bellissima
- 2002 – Ti sento
- 2003 – Voglio volere
- 2003 – Piccola stella senza cielo (versione 2003, live in teatro)
- 2003 – Tutte le strade portano a te (versione 2003, live in teatro)
- 2005 – Il giorno dei giorni
- 2005 – L'amore conta
- 2006 – Le donne lo sanno
- 2006 – Happy Hour
- 2006 – Cosa vuoi che sia
- 2006 – Sono qui per l'amore
- 2007 – Niente paura
- 2007 – Buonanotte all'Italia
- 2008 – Il centro del mondo
- 2008 – Il mio pensiero
- 2009 – Sulla mia strada (Versione live 2009, Sette notti in Arena)
- 2010 – Un colpo all'anima
- 2010 – Quando canterai la tua canzone
- 2010 – La linea sottile
- 2010 – Ci sei sempre stata
- 2011 – Il meglio deve ancora venire
- 2011 – Il peso della valigia
- 2011 – Ora e allora
- 2012 – M'abituerò
- 2012 – Sotto bombardamento
- 2013 – Il sale della Terra
- 2013 – Tu sei lei
- 2014 – Per sempre
- 2014 – Il muro del suono
- 2014 – Siamo chi siamo
- 2014 – Sono sempre i sogni a dare forma al mondo
- 2015 – C'è sempre una canzone
- 2015 – Non ho che te
- 2015 – A modo tuo
- 2016 – G come giungla
- 2016 – Made in Italy
- 2017 – È venerdì, non mi rompete i coglioni
- 2017 – Ho fatto in tempo ad avere un futuro (che non fosse soltanto per me)
- 2019 – Luci d'America
- 2019 – Certe donne brillano
- 2019 – Polvere di stelle
- 2020 – La ragazza dei tuoi sogni
- 2020 – Volente o nolente (con Elisa)
- 2021 – Mi ci pulisco il cuore
- 2021 – Essere umano
- 2022 – Non cambierei questa vita con nessun'altra
- 2023 – Riderai
- 2023 – Una canzone senza tempo
- 2023 -  La metà della mela

### Viva!eHai un momento, Dio?(singoli per il mercato tedesco)
Viva! (1996) contiene tre brani: Viva!, Hai un momento, Dio? e la versione live di You Can't Always Get What You Want (feat. Mick Taylor)
Hai un momento, Dio? (1996) contiene tre brani: Hai un momento, Dio?, Buon compleanno, Elvis! e la versione live di You Can't Always Get What You Want (feat. Mick Taylor), la stessa inserita nel singolo Viva!

### Musicassette promozionali
- 1992 – Lambrusco & pop corn (versione live inedita) / Sarà un bel souvenir (versione live inedita) (allegata al numero 6 di Tutto del giugno 1992)
- 1995 – Ligabue e i suoi fratelli (allegata al numero 2 di Tutto del febbraio 1995) contiene: Cerca nel cuore (versione acustica inedita) + brani di La Crus, Massimo Volume, Stefano Belluzzi e Modena City Ramblers.

## Videografia

### Album video
- 1991 - Lambrusco coltelli rose & popcorn - Ligabue dal vivo: Concerto alla Festa de l'Unità a Correggio nel 1991
- 1993 - Videovissuti e videopresenti: Raccolta di video musicali dal 1990 al 1993
- 1996 - Un anno con Elvis: Concerto al Mediolanum Forum di Milano nel 1995
- 1997 - Ligabue a San Siro: il meglio del concerto: Concerto parziale allo Stadio San Siro di Milano nel 1997
- 1997 - Ligabue a San Siro: tutto il concerto: Concerto integrale allo Stadio San Siro di Milano nel 1997
- 2000 - Ligabue in Arena: Concerto all'Arena di Verona nel 1999
- 2003 - Fuori come va? Tour - Roma stadio Olimpico: Concerto allo Stadio Olimpico di Roma nel 2002
- 2005 - Campovolo: Concerto all'Aeroporto di Reggio Emilia nel 2005
- 2006 - Nome e cognome tour 2006: Box-set di 5 DVD che contiene 4 concerti; il primo all'Alcatraz di Milano, il secondo al Mazda Palace di Torino, il terzo allo Stadio San Siro di Milano e il quarto al Teatro Verdi di Firenze, tutti svoltisi nel 2006. Nel quinto DVD sono racchiusi diversi contenuti speciali
- 2011 - Ligabue Campovolo - Il FILM 3D: Film documentario basato sul concerto all'Aeroporto di Reggio Emilia del 16 luglio 2011, già uscito nei cinema in 3D nello stesso anno
- 2012 - Olimpico 2008: Concerto allo stadio Olimpico di Roma del 18 luglio 2008 (collana LigaLive)[34]
- 2012 - Stadi 2010: Raccolta di registrazioni dell'omonimo tour (collana LigaLive)[34]
- 2012 - ElleSette: Concerto al PalaLottomatica di Roma del 24 novembre 2007 (collana LigaLive)[34]
- 2012 - Teatro Parma 2011: Concerto al Teatro Regio di Parma del 2 marzo 2011 (collana LigaLive)[34]
- 2012 - Videoclip Collection: Raccolta di tutti i videoclip dei singoli dal 1990 al 2011 (collana LigaLive)[34]

#### Allegati ad album
- 2007 - Primo tempo: raccolta dei video musicali dal 1990 a Buon compleanno Elvis
- 2008 - Secondo tempo: raccolta dei video musicali da Su e giù da un palco a Nome e cognome.
- 2009 - Sette notti in Arena: I 7 concerti tenuti all'Arena di Verona nel 2008 con l'orchestra omonima
- 2015 - Giro del mondo: Raccolta di registrazioni delle tappe del Mondovisione Tour negli stadi italiani e nelle date extraeuropee, su singolo DVD (edizione standard) o doppio DVD/Blu-ray Disc (edizioni deluxe e Blu-ray).

#### Riservati agli iscritti del barMario
- 2009 - Rock in Camden Town: Concerto a Londra nel 2008.
- 2013 - Rock in Napoli: Concerto in piazza del Plebiscito a Napoli del 20 luglio 2012.

### Video musicali
| Anno | Titolo                                                               | Regista/i                                   |
| ---- | -------------------------------------------------------------------- | ------------------------------------------- |
| 1989 | Anime in plexiglass (con gli Orazero)                                |                                             |
| 1990 | Balliamo sul mondo                                                   | Piero Cecchini                              |
| 1990 | Non è tempo per noi                                                  | Marco Della Fonte                           |
| 1990 | Marlon Brando è sempre lui                                           | Marco Della Fonte                           |
| 1991 | Libera nos a malo                                                    | Gabriele Cazzola                            |
| 1991 | Lambrusco & pop corn                                                 | Daniele Pignatelli                          |
| 1991 | Sarà un bel souvenir                                                 | Daniele Pignatelli                          |
| 1991 | Urlando contro il cielo                                              | Mario Zanot                                 |
| 1993 | Ancora in piedi                                                      | Giuseppe Capotondi                          |
| 1993 | Ho messo via                                                         | Alessandro Cappelletti                      |
| 1993 | Lo zoo è qui                                                         | Steffen Gentis                              |
| 1994 | A che ora è la fine del mondo?                                       | Francesco Fei                               |
| 1994 | Cerca nel cuore                                                      | Alex Infascelli                             |
| 1995 | Certe notti                                                          | Giuseppe Capotondi                          |
| 1996 | Viva!                                                                | Giuseppe Capotondi                          |
| 1996 | Vivo morto o X                                                       | Alessandro Orlowski                         |
| 1996 | Leggero                                                              | Alessandra Pescetta                         |
| 1997 | Il giorno di dolore che uno ha                                       | Alessandra Pescetta                         |
| 1997 | Tra palco e realtà                                                   | Egidio Romio                                |
| 1998 | Ho perso le parole                                                   | Francesco Fei                               |
| 1998 | Metti in circolo il tuo amore                                        | Alessandra Pescetta                         |
| 1999 | Il mio nome è mai più (con Piero Pelù e Jovanotti)                   | Gabriele Salvatores                         |
| 1999 | Una vita da mediano                                                  | Luca Lucini                                 |
| 1999 | L'odore del sesso                                                    | Alessandra Pescetta                         |
| 2000 | Almeno credo                                                         | Alessandro Bosi, Matteo Sironi              |
| 2000 | Si viene e si va                                                     | Riccardo Paoletti                           |
| 2000 | Sulla mia strada                                                     | Riccardo Paoletti                           |
| 2002 | Questa è la mia vita                                                 | Richard Lowenstein                          |
| 2002 | Tutti voglio viaggiare in prima                                      | Paolo Monico                                |
| 2002 | Eri bellissima                                                       | Paolo Monico                                |
| 2002 | Ti sento                                                             | Paolo Monico                                |
| 2003 | Voglio volere                                                        | Paolo Monico                                |
| 2003 | Piccola stella senza cielo                                           | Giangi Magnoni                              |
| 2005 | Il giorno dei giorni                                                 | Kal Karman                                  |
| 2005 | L'amore conta                                                        | Paolo Monico                                |
| 2006 | Le donne lo sanno                                                    | Silvio Muccino                              |
| 2006 | Happy Hour                                                           | Fabio Jansen                                |
| 2006 | Cosa vuoi che sia                                                    | Alex Infascelli                             |
| 2006 | Sono qui per l'amore                                                 | Christian Gandini, Marco Salom              |
| 2007 | Niente paura                                                         | Romana Meggiolaro                           |
| 2008 | Buonanotte all'Italia                                                | Daniele Persica                             |
| 2008 | Il centro del mondo                                                  | Marco Salom, Cosimo Alemà                   |
| 2008 | Il mio pensiero                                                      | Marco Salom                                 |
| 2010 | Un colpo all'anima                                                   | Marco Salom                                 |
| 2010 | Quando canterai la tua canzone                                       | Marco Salom                                 |
| 2010 | La linea sottile                                                     | Marco Salom, Cristian Biondani, Angelo Poli |
| 2010 | Ci sei sempre stata                                                  | Marco Salom                                 |
| 2011 | Il meglio deve ancora venire                                         | Marco Salom                                 |
| 2011 | Il peso della valigia                                                | Marco Salom                                 |
| 2011 | Ora e allora                                                         | Marco Salom                                 |
| 2012 | M'abituerò                                                           | Marco Salom                                 |
| 2012 | Sotto bombardamento                                                  | Marco Salom                                 |
| 2013 | Il sale della Terra                                                  | Riccardo Guarneri                           |
| 2013 | Il sale della Terra [versione acustica]                              |                                             |
| 2013 | Tu sei lei                                                           | Cosimo Alemà                                |
| 2014 | Per sempre                                                           | Cosimo Alemà                                |
| 2014 | Il muro del suono                                                    | Riccardo Guarneri                           |
| 2014 | Siamo chi siamo                                                      | Riccardo Guarneri                           |
| 2014 | Sono sempre i sogni a dare forma al mondo                            | Valentina Be                                |
| 2015 | C'è sempre una canzone                                               | Riccardo Guarneri                           |
| 2015 | Non ho che te                                                        | Cosimo Alemà                                |
| 2015 | A modo tuo                                                           | Riccardo Guarneri                           |
| 2016 | G come giungla                                                       | Valentina Be                                |
| 2016 | Made in Italy                                                        | Paolo De Francesco, Era Ora, Ivana Gloria   |
| 2017 | È venerdì, non mi rompete i coglioni                                 |                                             |
| 2017 | Ho fatto in tempo ad avere un futuro (che non fosse soltanto per me) | Giacomo Triglia                             |
| 2018 | Mi chiamano tutti Riko                                               | Riccardo Guarneri                           |
| 2019 | Luci d'America                                                       | Marco Salom                                 |
| 2019 | Certe donne brillano                                                 | Marco Salom, Giorgio Testi                  |
| 2019 | Polvere di stelle                                                    | Paolo Monico                                |
| 2020 | La ragazza dei tuoi sogni                                            | YouNuts!                                    |
| 2020 | Volente o nolente (feat. Elisa)                                      | YouNuts!                                    |
| 2021 | Mi ci pulisco il cuore                                               | Davide Vicari                               |
| 2021 | Essere umano                                                         | Kore Visuals                                |
| 2021 | Sogni di Rock'n'Roll                                                 | Fabrizio Moro, Alessio De Leonardis         |
| 2022 | Non cambierei questa vita con nessun'altra                           | Riccardo Guarneri                           |
| 2023 | Una canzone senza tempo                                              | Lorenzo Silvestri, Andrea Santaterra        |
| 2023 | La metà della mela                                                   | Riccardo Guarneri                           |

#### Partecipazioni in videoclip di altri artisti
| Anno | Titolo                 | Artista                                  | Regista/i           |
| ---- | ---------------------- | ---------------------------------------- | ------------------- |
| 2006 | Gli ostacoli del cuore | Elisa feat. Ligabue                      | Luciano Ligabue     |
| 2009 | Domani                 | Artisti Uniti per l'Abruzzo              | Ambrogio Lo Giudice |
| 2012 | A muso duro            | Italia Loves Emilia                      | Riccardo Guernieri  |
| 2014 | Alice                  | Francesco De Gregori feat. Ligabue       |                     |
| 2018 | Confusi in un playback | Mimmo Locasciulli feat. Ligabue          | Stefano Tisi        |
| 2022 | Il tempo è una bugia   | Fast Animals and Slow Kids feat. Ligabue | Simone Cioè         |

## Brani rari, inediti e cover

### Canzoni scritte per altri artisti
- 1988 - Sogni di rock 'n' roll - Pierangelo Bertoli - contenuto nell'album Tra me e me
- 1989 - Figlio d'un cane - Pierangelo Bertoli - contenuto nell'album Sedia elettrica
- 1992 - Fuoritempo - Rats - contenuto nell'album Indiani padani, per poi essere ripreso e pubblicato nell'album A che ora è la fine del mondo? di Ligabue del 1994
- 1992 - Male non farà - Timoria - contenuto nell'album Storie per vivere, per poi essere ripreso e pubblicato nell'album A che ora è la fine del mondo? di Ligabue del 1994
- 2000 - Ho ancora la forza - Francesco Guccini - scritto in collaborazione con Francesco Guccini per l'album Stagioni poi re-inciso con alcune differenze nel testo da Ligabue nella raccolta Secondo tempo (2008)
- 2003 - Fine febbraio - Mauro Pagani - scritto e cantato in duetto per l'album Domani
- 2005 - Le cose cambiano - Alberto Bertoli - scritto per Pierangelo Bertoli e cantata dal figlio del cantautore; contenuta nell'album Il tempo degli eroi (2010)
- 2006 - Gli ostacoli del cuore - Elisa - scritto da Ligabue e cantato in duetto per l'album Soundtrack '96-'06
- 2008 - Io posso dire la mia sugli uomini - Fiorella Mannoia - contenuto nell'album Il movimento del dare
- 2010 - Da qui - Rio - contenuto nell'album Il sognatore
- 2013 - A modo tuo - Elisa - contenuto nell'album L'anima vola e poi re-inciso dallo stesso Ligabue per l'album Giro del mondo
- 2013 - C'è sempre una canzone - Luca Carboni - contenuto nell'album Fisico & politico e poi re-inciso dallo stesso Ligabue per l'album Giro del mondo
- 2016 - I tempi cambiano - scritto a quattro mani con i Negrita - contenuto nell'album 9 Live
- 2016 - È andata così - Loredana Bertè - contenuto nell'album Amici non ne ho… ma amiche si!
- 2017 - Dobbiamo fare luce - Gianni Morandi - contenuto nell'album D'amore d'autore
- 2021 - Ho smesso di tacere - Loredana Bertè - contenuto nell'album Manifesto

### Cover di altri artisti di brani di Ligabue
- 1998 - Certe notti - Gigi Sabani - contenuto nell'album Misto Fritto
- 2000 - Leggero - 883 - live, tratto da un concerto degli 883 e inciso nell'edizione rimasterizzata della raccolta Gli anni
- 2001 - Libera uscita - Cecco (playback di Stefano Pesce) - tratto dal film di Ligabue Da zero a dieci
- 2003 - Ho messo via - Custodie Cautelari & Francesco Renga feat. Max Cottafavi, contenuta nella compilation La notte delle chitarre
- 2003 - Piccola stella senza cielo - Dolcenera - contenuto nell'album Sorriso nucleare
- 2003 - Metti in circolo il tuo amore - Fiorella Mannoia - live, contenuto nell'album Concerti del 2004
- 2006 - Tra palco e realtà - Music Farm (programma Rai 2) - cantano: Simona Ventura, Alberto Fortis, Jenny B, Ivana Spagna, Massimo Di Cataldo, Laura Bono, Alessandro Safina, Silvia Mezzanotte, Simone Patrizi, Viola Valentino, Franco Califano, Leda Battisti, Pago
- 2009 - Certe notti - Nomadi - live durante il Nomadincontro, tenutosi al Teatro Tenda di Novellara
- 2009 - Certe notti - Annalisa Minetti - contenuto nell'album Questo piccolo grande amore
- 2009 - Gli ostacoli del cuore - María Villalón - contenuto nell'album Los tejados donde fuimos más que amigos
- 2010 - Piccola stella senza cielo - Gigi D'Agostino - contenuto nella compilation Ieri & Oggi Mix Vol. 1
- 2010 - Cosas que no se de ti - María Villalón - cover in spagnolo del brano Gli ostacoli del cuore, pubblicato come singolo
- 2010 - Il giorno di dolore che uno ha - Nomadi - contenuto nell'album Raccontiraccolti
- 2010 - Ho messo via - Elisa - contenuto nell'album Ivy
- 2018 - Gli ostacoli del cuore - Giorgia - contenuto nell'album Pop Heart

### Collaborazioni
In studio
- 1990 - Soweto - Eugenio Finardi feat. Ligabue: dall'album La forza dell'amore di Eugenio Finardi
- 1992 - Fuoritempo - Ligabue feat. Rats
- 1994 - L'han detto anche gli Stones - Ligabue feat. Negrita: brano dall'album A che ora è la fine del mondo?
- 1999 - Il mio nome è mai più - Ligabue feat. Jovanotti feat. Piero Pelù
- 2000 - Ai cuddos - Tenores di Neoneli feat. Ligabue e Angelo Branduardi: brano in lingua sarda dall'album Barones dei Tenores di Neoneli
- 2006 - Abduction - Ligabue & D.Rad: brano inedito dall'album Il Lato D di D.Rad
- 2006 - Gli ostacoli del cuore - Ligabue feat. Elisa: dall'album Soundtrack '96-'06 di Elisa
- 2009 - Domani 21/04.2009 - Artisti Uniti per l'Abruzzo: brano il cui ricavato è stato devoluto alle popolazioni colpite dal Terremoto dell'Aquila del 2009
- 2014 - Alice - Francesco de Gregori feat. Luciano Ligabue: dall'album Vivavoce di Francesco De Gregori
- 2016 - Confusi in un playback - Mimmo Locasciulli feat. Ligabue: dall'album Piccoli cambiamenti di Mimmo Locasciulli
- 2016 - La fabbrica di plastica - Gianluca Grignani feat. Ligabue: dall'album Una strada in mezzo al cielo di Gianluca Grignani
- 2022 - Grazie per i giorni - Clan Destino feat. Ligabue: dall'album L'essenza dei Clan Destino
- 2022 - Il tempo è una bugia - Fast Animals and Slow Kids feat. Ligabue

Live
- 1994 - A che ora è la fine del mondo - Ligabue feat. Jovanotti: live al Jimmy's di Milano nel dicembre 1994
- 1996 - Ci vuole orecchio - Enzo Jannacci feat. Ligabue: live nella trasmissione Il laureato bis
- 1996 - Certe notti - Ligabue feat. Enzo Jannacci: live nella trasmissione Il laureato bis
- 1996 - You Can't Always Get What You Want (cover Rolling Stones)- Ligabue feat. Mick Taylor: live al festival Yes for Europe
- 1996 - Certe notti - Ligabue feat. Luciano Pavarotti: live al Pavarotti & Friends
- 1997 - Hai un momento, Dio? - Ligabue feat. Mick Taylor: brano dall'album live Su e giù da un palco (registrato dal vivo nel 1996)
- 1997 - Uno di noi - Ligabue ed Eugenio Finardi - live dalla trasmissione televisiva Night Express
- 1997 - Non è tempo per noi - Ligabue ed Eugenio Finardi - live dalla trasmissione televisiva Night Express
- 1998 - Rebel rebel (cover David Bowie) - Ligabue e Piero Pelù - live dalla trasmissione televisiva Taratatà
- 1999 - The passenger (cover Iggy Pop) - Litfiba feat. Ligabue - live dalla trasmissione televisiva Taratatà
- 1999 - Questo vecchio pazzo mondo - Ligabue e Adriano Celentano - live dalla trasmissione televisiva Francamente me ne infischio
- 2000 - Ho ancora la forza - Ligabue con Francesco Guccini - live al Premio Tenco
- 2002 - Metti in circolo il tuo amore - Ligabue feat. Pino Daniele: live all'Arena di Verona
- 2005 - Bisogna far qualcosa (cover These boots are made for walkin') - Ligabue e Adriano Celentano - live dalla trasmissione televisiva Rockpolitik
- 2006 - Certe notti - Ligabue feat. Giovanni Allevi - live nelle date teatrali del Nome e cognome tour
- 2006 - Una vita da mediano - Ligabue feat. Giovanni Allevi - live nelle date teatrali del Nome e cognome tour
- 2012 - Non è tempo per noi - Ligabue feat. Zucchero Fornaciari: dal live Italia Loves Emilia
- 2012 - Tex - Ligabue feat. Litfiba: dal live Italia Loves Emilia
- 2012 - A muso duro (cover Pierangelo Bertoli) - Ligabue feat. Artisti di Italia Loves Emilia: dal live Italia Loves Emilia
- 2012 - Il mio nome è mai più - Ligabue feat. Fiorella Mannoia & Claudio Baglioni feat. Jovanotti & Litfiba: dal live Italia Loves Emilia
- 2012 - A muso duro (cover Pierangelo Bertoli) - Ligabue e Claudio Baglioni - live dal festival O' Scià
- 2015 - Non dovete badare al cantante - Ligabue con Francesco De Gregori - live dal concerto al Forum di Assago (Vivavoce Tour)
- 2015 - Ndo ndo ndo - Ligabue con Phil Manzanera, Paul Simonon, Tony Allen, Anna Phoebe, Raul Rodriguez e l'orchestra popolare salentina - live @La Notte della Taranta
- 2015 - Beddha ci dormi - Ligabue feat Alessia Tondo, con Phil Manzanera, Paul Simonon, Tony Allen, Anna Phoebe, Raul Rodriguez e l'orchestra popolare salentina - live @La Notte della Taranta
- 2015 - Il muro del suono - Ligabue con Phil Manzanera, Paul Simonon, Tony Allen, Anna Phoebe, Raul Rodriguez e l'orchestra popolare salentina - live @La Notte della Taranta
- 2015 - Certe notti - Ligabue con Phil Manzanera, Paul Simonon, Tony Allen, Anna Phoebe, Raul Rodriguez e l'orchestra popolare salentina - live @La Notte della Taranta
- 2015 - Alice - Francesco De Gregori con Luciano Ligabue- live dai concerti al Forum di Assago e all'Arena di Verona (Vivavoce Tour)
- 2015 - Il muro del suono - Ligabue con Francesco De Gregori - live dai concerti al Forum di Assago e all'Arena di Verona (Vivavoce Tour)
- 2015 - Rimmel - Francesco de Gregori con Luciano Ligabue - live dal concerto all'Arena di Verona (Vivavoce Tour)
- 2015 - Sempre e per sempre - Francesco de Gregori con Luciano Ligabue - live dal concerto all'Arena di Verona (Vivavoce Tour)
- 2022 - Ho smesso di tacere - Ligabue con Loredana Bertè a Campovolo
- 2022 - Musica Ribelle - Ligabue con Eugenio Finardi a Campovolo
- 2022 - L'amore conta - Ligabue con Gazzelle a Campovolo
- 2022 - A modo tuo - Ligabue con Elisa a Campovolo
- 2022 - Il mio nome è mai piu - Ligabue con Mauro Pagani e Federico Poggipollini a Campovolo
- 2022 - Buonanotte all'Italia - Ligabue con Francesco De Gregori a Campovolo
- 2022 - Il tempo è una bugia - Ligabue con Fast Animals and Slow Kids durante le tappe del tour Ligabue in Arena 2022
- 2022 - Gli ostacoli del cuore - Ligabue con Elisa durante l'evento Elisa with Dardust - An Intimate Night
- 2022 - A modo tuo - Ligabue con Elisa durante l'evento Elisa with Dardust - An Intimate Night
- 2023 - L'amore conta - Ligabue con Gazzelle allo Stadio Olimpico di Roma (Concerto di Gazzelle)
- 2023 - A modo tuo - Ligabue con Elisa a Italia Loves Romagna
- 2023 - Piccola stella senza cielo - Ligabue con Tananai a Italia Loves Romagna
- 2023 - Leggero - Ligabue con Max Pezzali a Italia Loves Romagna
- 2023 - Il tempo è una bugia - Ligabue con Fast Animals and Slow Kids durante la tappa al PalaEvangelisti del Dedicato a Noi Indoor Tour 2023
- 2023 - La metà della mela - Ligabue con Fiorella Mannoia durante la tappa al PalaEur del Dedicato a Noi Indoor Tour 2023
- 2023 - La metà della mela - Ligabue con Ermal Meta durante la tappa al PalaFlorio del Dedicato a Noi Indoor Tour 2023
- 2023 - A modo tuo - Ligabue con Elisa durante l'evento Elisa Buon Natale anche a te
- 2023 - La metà della mela - Ligabue con Elisa durante l'evento Elisa Buon Natale anche a te
- 2025 - Gli ostacoli del cuore - Ligabue con Elisa allo Stadio Giuseppe Meazza (concerto di Elisa)
- 2025 - A modo tuo - Ligabue con Elisa allo Stadio Giuseppe Meazza (concerto di Elisa)

### Cover di brani di altri artisti
- 1993 - Variazioni su temi zigani: dall'album tributo Il volo di Volodja a Vladimir Vysotskij
- 1994 - A che ora è la fine del mondo?, cover di It's the End of the World as We Know It (And I Feel Fine), dall'album Document dei R.E.M., incisa da Ligabue nell'album A che ora è la fine del mondo?
- 1995 - Dio è morto (cover Nomadi e Francesco Guccini): dall'album Tributo ad Augusto
- 1997 - Ultimo tango a Memphis: cover di Suspicious Minds dall'album From Elvis in Memphis di Elvis Presley, incisa da Ligabue nell'album Su e giù da un palco
- 1997 - You Gotta Move
- 2000 - Fiume Sand Creek (cover Fabrizio De André): dall'album tributo Faber, amico fragile a Fabrizio De André, pubblicato nel 2003
- 2005 - La canzone del sole (cover Lucio Battisti): in occasione del progetto Banda Battisti la canzone venne trasmessa nei mega-schermi e negli altoparlanti del Campovolo il 10 settembre 2005, alle ore 12
- 2006 - I giardini di marzo (cover Lucio Battisti): dall'album tributo a Lucio Battisti intitolato Innocenti evasioni 2006
- 2007 - Eppure soffia (cover Pierangelo Bertoli): riarrangiata in occasione del Live Earth 2007, ascoltabile solo su Ligachannel Radio per 24 ore e in seguito utilizzata per uno spot del Ministero dell'Ambiente
- 2009 - Ho difeso il mio amore (cover Nomadi): live durante il Nomadincontro, tenutosi al Teatro Tenda di Novellara
- 2014 - Crêuza de mä (cover Fabrizio De André): live al Festival di Sanremo

### Bootleg
- 1987 - Festa de l'Unità di Correggio: bootleg di uno dei primi concerti di Ligabue con gli Orazero, contenente sia brani che sarebbero stati riproposti, con alcune modifiche, nella discografia ufficiale del cantante (La ballerina del carillon, Bar Mario, M'abituerò, Sarà un bel souvenir, Marlon Brando è sempre lui, Dove fermano i treni, El Gringo, Figlio d'un cane, Sogni di Rock & Roll, Fuoritempo, I duri hanno due cuori), che altri rimasti inediti (Hong Kong, Si ma tu chi sei?, Oceano, Orazero).
- 1989 - Saremo là: bootleg di un brano eseguito dal vivo con i futuri Clan Destino e Bruno "Trico" Pederzoli degli Orazero in un concerto del 1989.